# گابریلا ناوراتیلووا
 گابریلا ناوراتیلووا (انگلیسی: Gabriela Navrátilová؛ زادهٔ ۲ ژوئن ۱۹۷۶) یک تنیس‌باز اهل جمهوری چک است. 